# Das Heldenmädchen aus den Vogesen
Das Heldenmädchen aus den Vogesen ist ein deutsches Stummfilm-Kriegsdrama von 1914 mit propagandistischen Untertönen. Regie führte Peter Ostermayr.

## Handlung
Die Handlung beginnt unmittelbar vor Beginn des Ersten Weltkriegs in den Vogesen, im westlichen Elsass, an der Grenze zu Frankreich. Der französische Hauptmann Dufour hat sich nach Deutschland eingeschlichen, um dort zu spionieren. Er soll geheime Wege für die französische Armee auskundschaften und diese markieren. In dem elsässischen Wildhüter Leblener findet er einen willfährigen Gehilfen. In dem Wirtshaus von Gastwirt Braunschweig steckt er dem Verräter einen Zettel zu, in dem er diesen zu einer nächtlichen Besprechung auffordert. Wirtstochter Leni beobachtet das konspirative Treiben der beiden und schöpft Verdacht. Sie teilt ihre Beobachtungen dem ortsansässigen Förster mit. Dann plötzlich bricht der Krieg aus.
Der Förster wird mit der Versendung der Einberufungsbefehle betraut. Da er aber nicht anwesend ist, bietet sich Leni an, diese Aufgabe statt seiner zu übernehmen. Unterwegs zu den Dörfern und Gehöften stößt sie auf eine französische Patrouille, die auf deutsches Territorium vorgedrungen ist. Sie verfolgt die Franzosen während zur gleichen Zeit der Förster von feindlichen Soldaten gefangen genommen wurde. Währenddessen nimmt der Schankwirt Braunschweig die Verteilung der Brückenwachen vor, um ein weiteres Vordringen des Feindes zu verhindern. Auch Leblener bietet sich als Wachposten an. Da aber Braunschweig durch Leni von seiner Unzuverlässigkeit weiß, schleudert er dem Wildhüter ins Gesicht, dass er ihn am liebsten verhaften lassen würde. Leblener will sich für diesen Affront an Braunschweig rächen und steckt das an ihn gerichtete, verräterische Memo Dufours in Braunschweigs Jackentasche, um ihn als Verräter brandmarken zu können. Dann telegrafiert er an den nächsten deutschen Militärposten und schwärzt den Unschuldigen an. 
Der Wirt wird daraufhin festgenommen und als Vaterlandsverräter zum Tode verurteilt. Leni hat sich indes auf der Flucht der französischen Patrouille im Heu versteckt und wird Zeugin eines Gesprächs zwischen dem wahren Verräter Leblener und seinen französischen Freunden. Sie erfährt so von der Verhaftung ihres Vaters und von dem Plan der Franzosen, die Deutschen in eine Vogesenschlucht zu locken, um sie dort mit Feuer zu überschütten. Leni wird nun zum Heldenmädchen als sie, alle Gefahren trotzend, ihr Versteck verlässt und über verschlungene Wege zum Kommandanten der deutschen Einheit, Hauptmann Scheler, rennt. Sie will ihn vor dem Hinterhalt des Feindes warnen und außerdem auf die Unschuld ihres auf seine Erschießung wartenden Vaters hinweisen. Leni erhält von Scheler ein Schreiben mit auf den Weg, mit dem sie sich zum Gefängnis, wo ihr Vater einsitzt, begeben soll. Auf dem Weg dorthin begegnet sie Leblener. Es kommt zu einem heftigen Streit, und der Wildhüter schießt auf sie. Dabei wird Leni schwer verwundet. Deutsche Soldaten finden sie zufällig und bringen sie in ein Lazarett. Scheler macht sich nun selbst auf den Weg, um Lenis Vater vor der Exekution zu bewahren. Tatsächlich erreicht er rechtzeitig das Gefängnis. Wirt Braunschweig schafft es noch im letzten Moment, seine sterbende Tochter in den Arm zu nehmen. Wenig später erhält das Heldenmädchen aus den Vogesen von einem General das Eiserne Kreuz verliehen.

## Produktionsnotizen
Das Heldenmädchen aus den Vogesen, gelegentlich auch unter dem Titel Die Heldin aus den Vogesen ist ein typisches Beispiel für einen filmischen Schnellschuss als unmittelbare Reaktion auf den Ausbruch des Ersten Weltkriegs. Der Film entstand im Herbst 1914 in München und wurde noch vor der Zensurprüfung im Januar 1915 in den Sendlingertor Lichtspielen der bayerischen Landeshauptstadt uraufgeführt. Die österreichische Uraufführung erfolgte am 25. Dezember 1915. Der Dreiakter besaß eine Länge von rund 1300 Metern.
Ob die hier mitwirkende Thea Steinbrecher die Hauptrolle der Leni spielte, ist nicht verifizierbar. Eine weitere mitwirkende Person wird lediglich mit dem Nachnamen Höfer benannt. Bei dieser Person könnte es sich ebenfalls um die Darstellerin der Leni handeln.

## Zeitgeschichtliche Einordnung
Oskar Kalbus versuchte 1935, aus einer nationalsozialistischen Sichtweise, unter der Kapitelüberschrift „Feldgrauer Filmkitsch“ eine Einordnung dieses Filmgenres, das vor allem 1914 und 1915 im Deutschen Reich eine wahre Hausse erlebte. Er schreibt:

„Ein gewisser Stamm routinierter Filmfabrikanten ließ sich aber nicht ängstlich machen. Zuerst einmal ließen sie ihre mannigfaltigen Beziehungen spielen, um vom Kriegsdienst befreit zu werden, denn sie fühlten sich, eingedenk eines altrömischen Erfahrungssatzes, berufen, in der ruhigeren Heimat dem deutschen Volk mit sensationellen Treffern „panem et circensis“ zu bieten, d.h. in ihrem Sinne: Erholung und Zerstreuung, Ermunterung und Ermutigung. Alles das sollte nun das Kino bieten. Man hoffte, daß die allgemeine Freude an den Siegen unseres Heeres den Wunsch nach Mitteilsamkeit, nach ablenkenden Erlebnissen und vor allen Dingen nach Zusammenballung der Menschen im „Theater des kleinen Mannes“ zeitigen würde. So entstand über den aktuellen Filmaufnahmen von den Kriegsschauplätzen hinaus der feldgraue Filmkitsch – oder der sogenannte „patriotische“ Film der Jahre 1914/15.“

## Kritik
„Ein prächtiges Kriegsdrama von erschütternder Wirkung, das einer wahren Gegebenheit nachgeformt sein soll. Starke dramatische Motive, den Kriegsereignissen entnommen, lösen hier eine mächtige Wirkung aus.“